# Морган, Барбара Рэддинг
Барбара Рэддинг «Барб» Морган (англ. Barbara Radding «Barb» Morgan; род. 28 ноября 1951, Фресно, Калифорния, США) — американский астронавт. Совершила один космический полёт на MTKK «Индевор» по программе «Спейс шаттл» STS-118 продолжительностью 12 суток 17 часов 55 минут 34 секунды.

## Образование
- 1973 — окончив Стэнфордский университет получила степень бакалавра искусств по биологии человека.
- 1974 — в Колледже Нотр-Дам (англ. College of Notre Dame) (ныне англ. Notre Dame de Namur University) получила квалификацию учителя.

## Карьера учителя
Морган начала свою карьеру учителя в 1974 году в индейской резервации Флэтхед (англ. Flathead Indian Reservation) начальной школы города Арли (англ. Arlee) штата Монтана, где она преподавала чтение и математику. С 1975 до 1998 года (с перерывами) она проработала преподаватель чтения и математики во 2-х, 3-х, 4-х классах начальной школы МакКолл-Доннелли (англ. McCall-Donnelly Elementary School) города МакКолл (англ. McCall) Айдахо. С 1978 по 1979 Морган преподавала английский и природоведение в Американском колледже Кито (исп. Colegio Americano de Quito), Эквадор. После ухода из НАСА в 2008 году, стала преподавать в Университете Айдахо (англ. Boise State University).

## Космический полёт

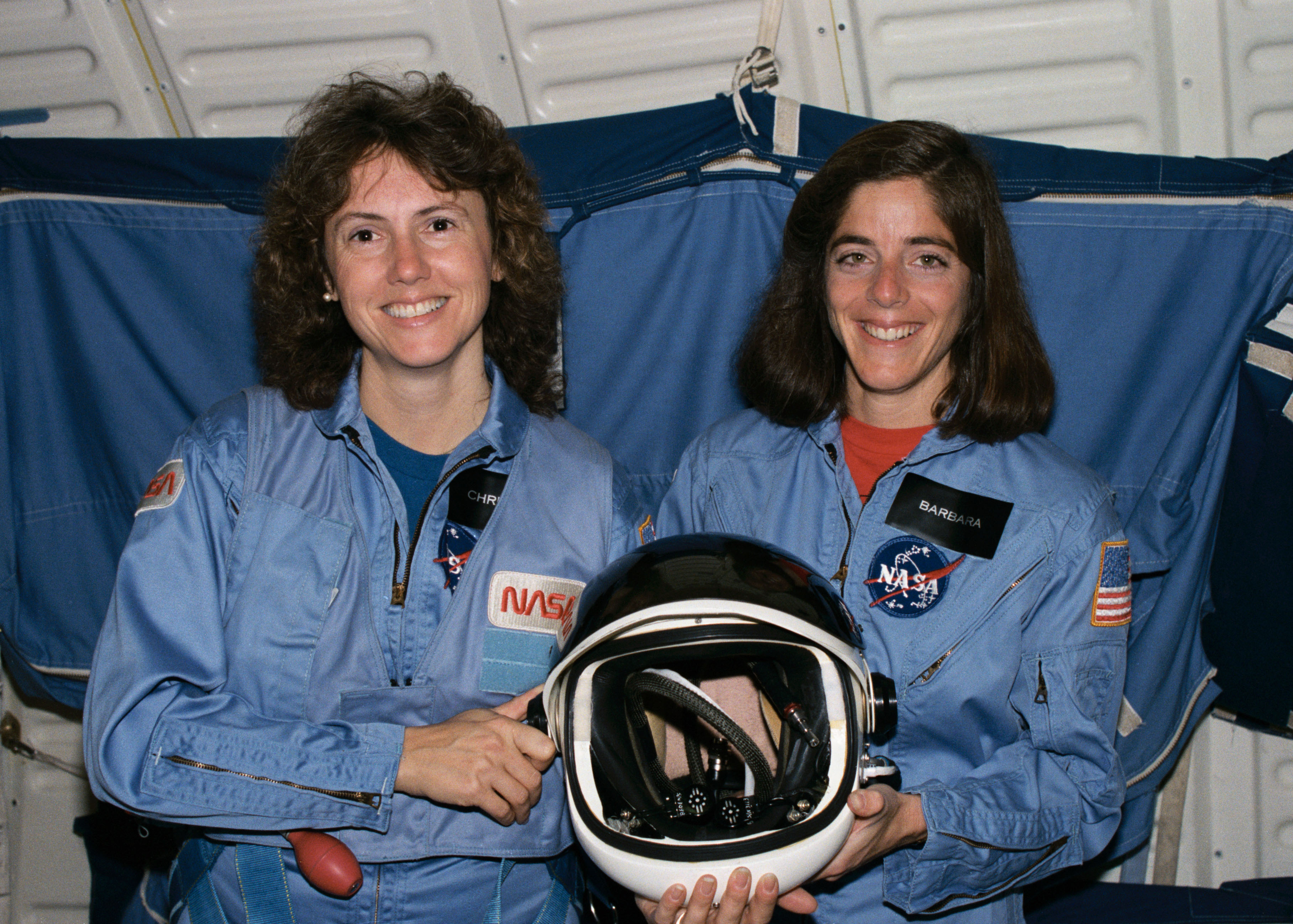
Морган (справа) и Криста МакОлифф в 1985 году.

Барбара Морган — первый учитель в космосе. В 1985 году она была отобрана для участия в программе НАСА — «Учитель в космосе». 19 июля 1985 года Барбара Морган была назначена дублёром Кристы Мак-Олифф в миссии НАСА Челленджер STS-51L. После гибели Челленджера 28 января 1986 года, в 1990 году НАСА отказалась от программы «Учитель в космосе» и Барбара Морган вернулась обратно преподавать в школу МакКолл-Доннелли. В январе 1998 года она, без прохождения отбора, была зачислена кандидатом в астронавты. В июне 1998 года была нанята НАСА на полную ставку на должность астронавта и начала проходить подготовку вместе с кандидатами в астронавты «17-го набора», после завершения которой получила квалификацию специалист полёта. 12 декабря 2002 года Барбара Морган получила назначение в качестве специалиста полёта в экипаж шаттла STS-118, миссия которого к МКС планировалась на ноябрь 2003 года. В связи с гибелью шаттла Колумбия 1 февраля 2003 года полёт был перенесён. 8 августа 2007 года, после 21 года ожидания, Барбара Морган совершила свой первый и единственный космический полёт на шаттле Индевор. Во время своего полёта она провела несколько сеансов связи со школьными классами, в том числе и со школой МакКолл-Доннелли, где она преподавала долгое время, кроме того она участвовала в нескольких экспериментах в области космической биологии.
В августе 2008 года Барбара покинула отряд астронавтов НАСА и ушла работать преподавателем в Университет Айдахо.

## Личная жизнь
Барбара замужем за писателем Клэем Морганом и живёт в городе МакКол, штат Айдахо. У неё двое сыновей. Она классическая флейтистка, также увлекается джазом, литературой, пешим туризмом, плаванием и беговыми лыжами.